# 新华路街道 (新密市)
新华路街道，是中华人民共和国河南省郑州市新密市下辖的一个乡镇级行政单位。

## 行政区划
新华路街道下辖以下地区：
新惠街社区、和平街社区、石庙沟社区、嵩山路社区、商运街社区、民康路社区、人民路社区、文化街社区、惠沟村、杨寨村、五里店村和赵坡村。